# تشارلز غرايمز
تشارلز غرايمز (بالإنجليزية: Charles Livingston Grimes)‏ هو مجدف أمريكي، ولد في 9 يوليو 1935 في واشنطن العاصمة في الولايات المتحدة، وتوفي في 5 فبراير 2007 في نيويورك في الولايات المتحدة.

## وصلات خارجية
- تشارلز غرايمز على موقع الاتحاد الدولي للتجديف (الإنجليزية)
- تشارلز غرايمز على موقع اللجنة الأولمبية الدولية (الإنجليزية)
- تشارلز غرايمز على موقع أوليمبيديا (الإنجليزية)